# Чудовски рејон
Чудовски рејон (рус. Чудовский район) административно-територијална је јединица другог нивоа и општински рејон у северном делу Новгородске области, на северозападу европског дела Руске Федерације.
Административни центар рејона је град Чудово. Према проценама националне статистичке службе Русије за 2014, на територији рејона је живело 21.502 становника или у просеку око 9,22 ст/км².

## Географија
Чудовски рејон смештен је у северном делу Новгородске области, у северним деловима Прииљмењске низије. Обухвата територију површине 2.331,8 км² и по том параметру налази се на 16. месту међу 21 рејоном у области. Граничи се са Новгородским рејоном на југозападу и Маловишерским рејоном на југоистоку. На северу и северозападу је територија Лењинградске области (Киришки и Тосњенски рејон).
Рељеф је равничарски са местимично замочвареним долинама, а максимална надморска висина је до 63 метра. Централним делом рејона у правцу југ-север тече река Волхов (дужином од 75 километара), отока језера Иљмењ и притока језера Ладога. Притоке Волхова на територији рејона су Пчјовжа, Тигода, Оскуја, Керест и Полист. На територији рејона постоји 16 језера укупне површине 112 хектара.
Замочварена подручја заузимају око 8% рејонске територије, док шумска подручја чине око 70% територије.

## Историја
Чудовски рејон успостављен је 1927. као административна јединица тадашњег Новгородског округа Лењинградске области. У границама Новгородске области је од њеног оснивања 1944. године. Рејон је привремено био распуштен између 1963. и 1965. године.

## Демографија и административна подела
Према подацима пописа становништва из 2010. на територији рејона је живело укупно 22.011 становника, док је према процени из 2014. ту живело 21.502 становника, или у просеку 9,22 ст/км². По броју становника Маловишерски рејон се налази на 6. месту у области.
| 1959. | 1970. | 1979. | 1989.  | 2002.  | 2010.  | 2014.   |
| ----- | ----- | ----- | ------ | ------ | ------ | ------- |
| ---   | ---   | ---   | 25.964 | 25.829 | 22.011 | 21.502* |

Напомена: * Према процени националне статистичке службе.
На подручју рејона постоје укупно 84 насељена места, а рејонска територија је подељена на 4 другостепене општине (једна урбана и 3 сеоске). Административни центар рејона је град Чудово у ком живи око 70% од укупне рејонске популације.

## Познати Чудовљани
Прослављени совјетски и руски хокејаш на леду Валериј Васиљев, двоструки олимпијски и осмоструки светски шампион са репрезентацијом Совјетског Савеза родио се у насељу Волхово 3. августа 1949. године.